# Triumf Tarzana
Triumf Tarzana (Tarzan Triumphs) – amerykański film przygodowy z 1943 roku, będący kontynuacją filmu Tarzan w Nowym Jorku z 1942 roku. 
Film jest częścią cyklu filmów o Tarzanie, będącego swobodną adaptacją cyklu powieści Edgara Rice’a Burroughsa o tej postaci. 
Ten konkretny film ma wyraźne cechy propagandowe, które w kontekście toczącej się wówczas II wojny światowej, miały wzywać do zerwania przez Amerykę z polityką izolacjonizmu i aktywne włączenie się do konfliktu.

## Treść
Niemieccy spadochroniarze lądują na skraju dżungli i zajmują miasteczko Palandrya. Ma to być ich pierwszym krokiem w działaniach mających na celu podbój całej Afryki subsaharyjskiej. Tarzan ignoruje prośby o pomoc mieszkańców Palandrayi, gdyż nie chce się mieszać do wojny, która jego nie dotyczy. Kiedy jednak jego przybrany syn - Boy zostaje porwany przez Niemców, Tarzan postanawia działać.

## Główne role
- Johnny Weissmuller - Tarzan
- Johnny Sheffield - Boy
- Frances Gifford - Zandra
- Stanley Ridges - porucznik Von Reichart
- Sig Ruman - sierżant
- Philip Van Zandt - kapitan Bausch
- Rex Williams - Reinhardt Schmidt
- Pedro de Cordoba - Oman,
- Sven Hugo Borg - Heinz
- Stanley Brown - Achmet